# Алеодз
Алеодз (на гръцки: Τρίλοφο, Трилофо, катаревуса: Τρίλοφον, Трилофон, до 1968 година: Αλεότζ, Алеодз) е планина в Южно Леринско, Западна Македония, Гърция.

## Описание
Алеодз е дълга и тясна планина с разлика в надморската височина спрямо околността около 500 m, разположена на запад от езерата езерата Руднишко (Химадитида, 593 m) и Зазерци (Зазари, 602 m). На практика е югоизточният край на планинския комплекс Вич (Нередската планина), от която е отделена от долината на Леховската река на запад и дълбоката Зеленишка котловина (660 m) и Стара река (на север). Границата на юг е долината на Лесковица.
Скалите на планината са гнайс и алувии.
Планината и езерата Руднишко и Зазерци са включени в мрежата от защитени територии Натура 2000 (1340005) и са определени като орнитологично важни места (046).
Върхът лесно може да се изкачи от точка (980 m) на пътя Лехово (900 m) – Мокрени (Варико, 770 m).
| Име       | Име                     | Височина | Местоположение                                    |
| --------- | ----------------------- | -------- | ------------------------------------------------- |
| Алеодз    | Τρίλοφο, Αλεότζ         | 1102 m   | в Ю част, СИ над Мокрени (Варико) и ЮИ над Лехово |
| Паша гроб | Δίκορφο Λοχαγού Νάτσιου | 1040 m   | в централната част, И над Лехово                  |
| Градища   | Λυκαβητός, Γράντιστα    | 1079 m   | В С част, И над Зелениче (Склитро)                |
| Чука      | Τσούκα                  | 1080 m   | В централната част, ИСИ над Лехово                |
| Себлици   | Σύρτη Κορυφή, Σέμπλιτσι | 655 m    | В С част, ЮИ от Горицко (Аграпидиес)              |
| Индоко    |                         | 719,2 m  | в И част, СЗ над Руднишкото езеро                 |